# Upupa epops

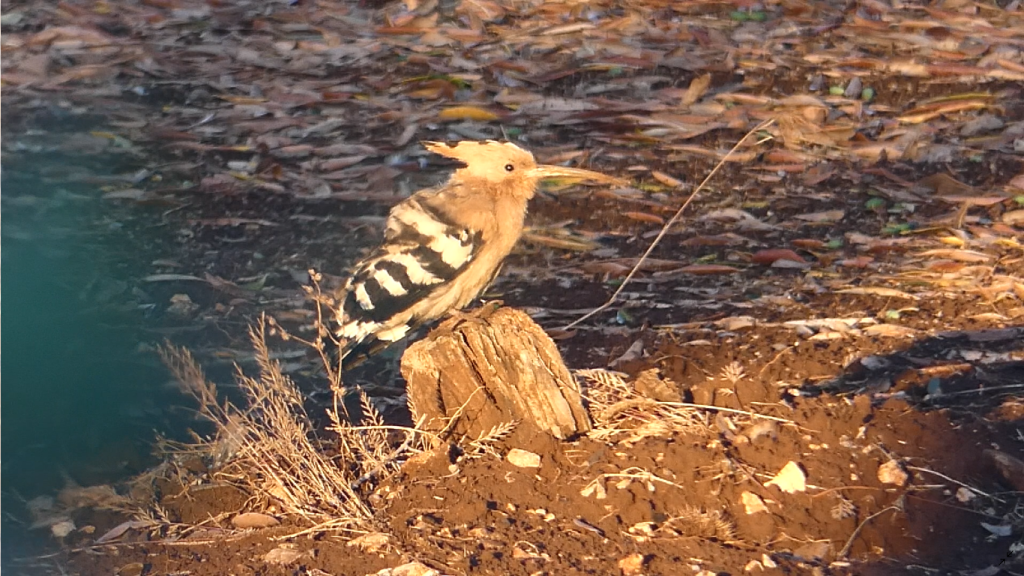
Upupa eurasiatica su un ceppo all'alba.

L'upupa comune o upupa eurasiatica (Upupa epops Linnaeus, 1758) è un uccello bucerotiforme della famiglia degli Upupidi.
Il nome di questo uccello deriva dall'onomatopea latina del verso che soprattutto i maschi sono soliti emettere durante il periodo riproduttivo, e che suona come un cupo hup-hup-hup trisillabico.
L'upupa è sicuramente uno degli uccelli più appariscenti diffusi nell'area euro-mediterranea: la colorazione molto accesa, rosso-arancio con ali e coda a bande bianche e nere, il lungo becco leggermente ricurvo e la cresta erettile sulla testa risultano inconfondibili fra gli altri uccelli che abitano questa latitudine, sebbene risulti abbastanza difficile avvistare un'upupa in virtù delle sue abitudini schive e della sua predilezione per le aree rurali e scarsamente antropizzate.
L'upupa è un uccello amante degli spazi aperti e dei climi miti: pur occupando un areale estremamente vasto (che comprende gran parte di Europa, Asia ed Africa), essa tende a migrare verso siti più caldi solo nelle aree temperate, mentre in quelle tropicali e subtropicali risulta stanziale.

## Descrizione

### Dimensioni
L'upupa è lunga 25–32 cm, con apertura alare di 44–48 cm e peso compreso fra i 46 e gli 89 grammi.

### Aspetto

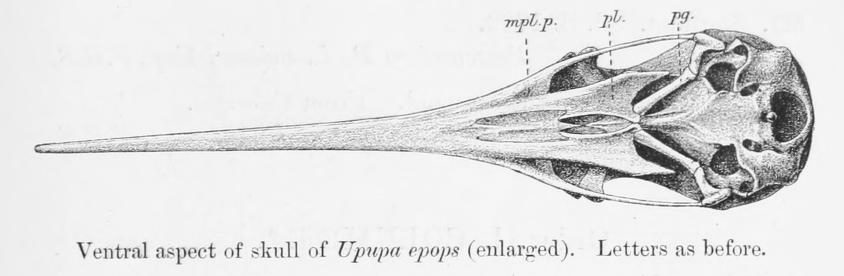
Disegno raffigurante un cranio di upupa visto ventralmente: è ben visibile il lungo becco ed i punti d'ancoraggio dei forti muscoli mandibolari.

L'aspetto è molto caratteristico. L'upupa presenta un becco molto lungo (da due a tre volte il cranio, a seconda della sottospecie) e leggermente ricurvo verso il basso, più largo alla base, di colore bruno scuro o nero con base color carnicino: la testa è sormontata da un ciuffo erettile di penne. Le ali sono tozze e di forma arrotondata, più grandi in proporzione nelle sottospecie che sono solite migrare: la coda è lunga e stretta. Le zampe sono piuttosto tozze e forti, di colore carnicino-grigiastro, sono munite di quattro dita, tre rivolte anteriormente e uno rivolto posteriormente: ciascun dito è provvisto di un'unghia leggermente ricurva. Gli occhi sono piuttosto piccoli, di colore bruno scuro o nero, con pupilla rotonda.

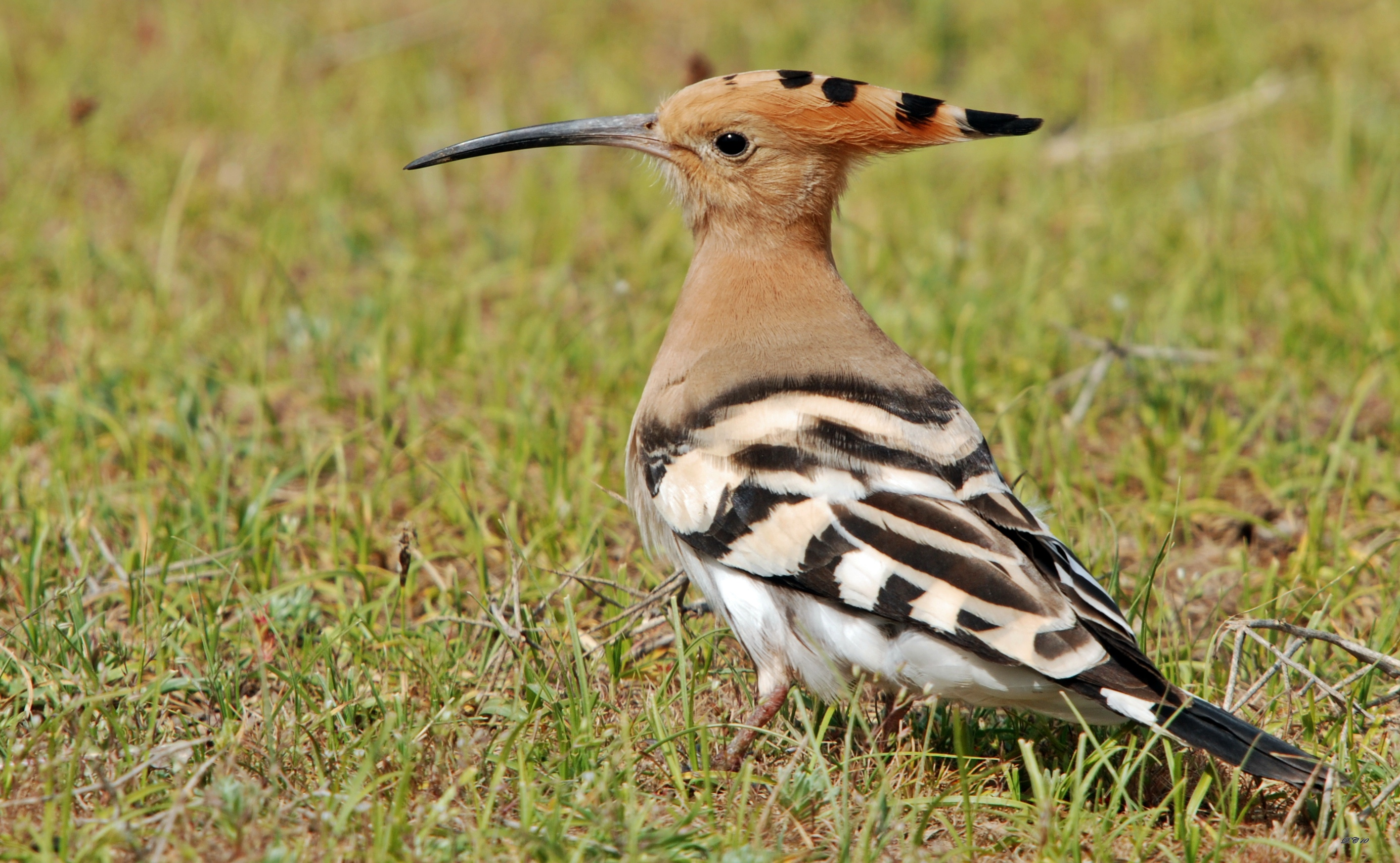
Upupa al suolo in Kurdistan.

Il piumaggio è anch'esso inconfondibile, di colore bruno-arancio uniforme su tutto il corpo, con tendenza a sbiadirsi e schiarirsi nella regione pettorale e ventrale fino a diventare bianco su basso ventre, zampe e sottocoda: le penne del ciuffo cefalico presentano punta nera, mentre la metà distale delle ali e la coda sono nere con bande orizzontali bianche il cui numero e spessore variano sia individualmente che a seconda della sottospecie. La tonalità del piumaggio varia anch'essa individualmente a seconda della dieta dal grigio-brunastro al color ruggine, ma solitamente è caratteristica per le varie popolazioni ed è un importante strumento per individuare la sottospecie a cui appartiene l'animale. Le femmine possiedono piumaggio simile ai maschi,circa non presenza accennata di una mascherina di colore più scuro attorno a occhi e becco.

## Biologia
L'upupa è un uccello prevalentemente diurno, che ha il suo picco d'attività nelle ore pomeridiane: passa la maggior parte del suo tempo muovendosi al suolo alla ricerca di cibo.

In caso di passaggio di un predatore (ad esempio un uccello rapace), l'upupa si appiattisce al suolo aprendo le ali e la coda e tenendole basse sul terreno, e al contempo alzando la testa verso l'alto: questa postura, mettendo ben in mostra le bande bianche e nere di ali e coda, avrebbe la funzione di rompere il contorno dell'animale e confondere i predatori. Tuttavia, sono state osservate numerose upupe mettersi in questa posizione senza apparente motivo di pericolo, e pertanto si è propensi a credere che essa abbia anche (se non unicamente) la funzione di esporre la maggior superficie possibile del corpo dell'animale ai raggi solari, permettendogli di compiere dei veri e propri bagni di sole.

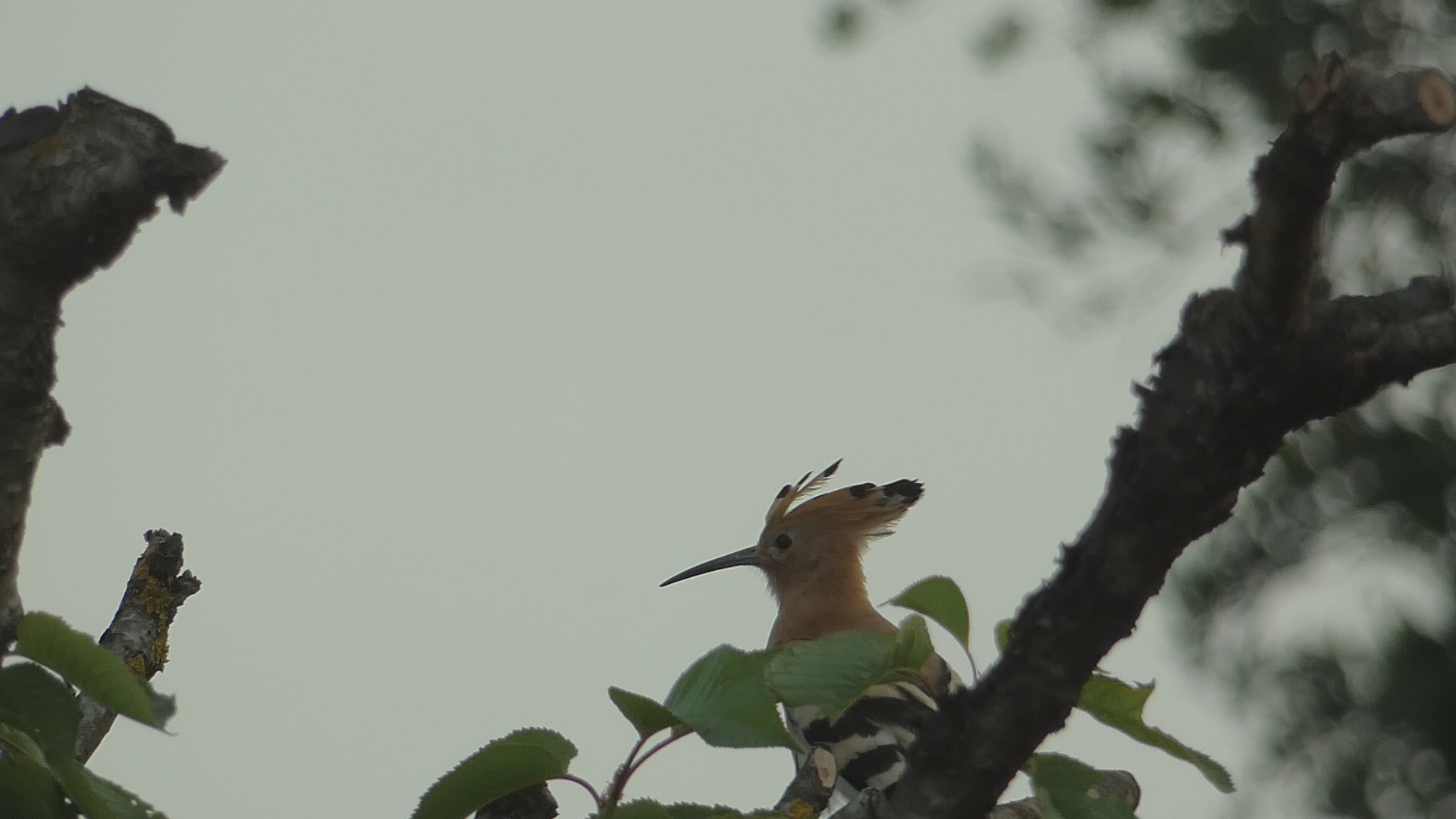
Upupa epops poggiata su un ciliegio.

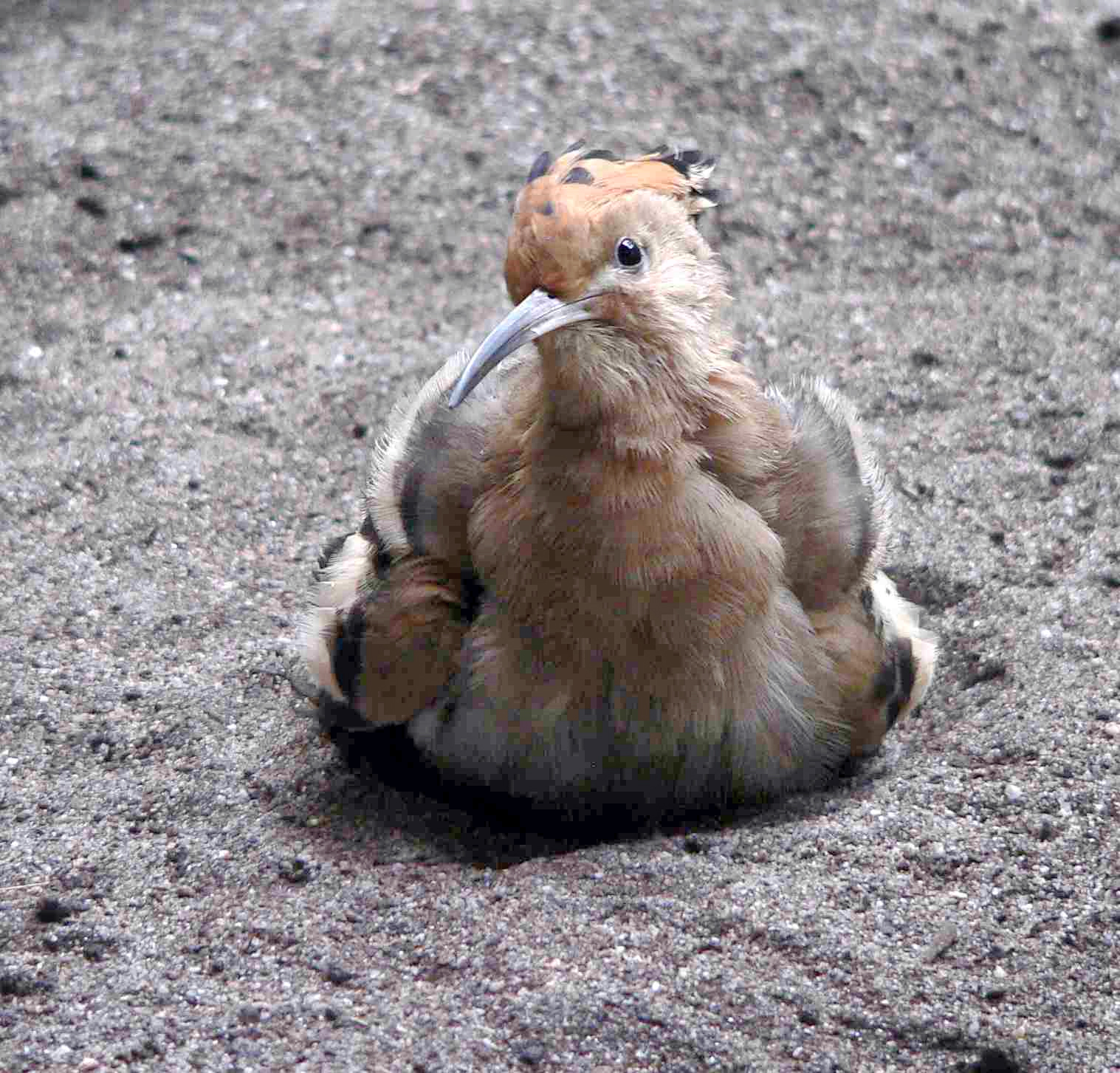
Upupa che compie un bagno di sabbia.

Spesso l'upupa può essere osservata anche fare bagni di sabbia o di polvere, arruffando le penne ed aiutandosi col becco ai bordi delle strade sterrate: questi hanno lo scopo di liberarsi degli eventuali parassiti che possono infestare le penne.
Il volo è molto caratteristico, in quanto grazie alle tozze ali profondamente digitate che l'animale batte a intervalli regolari, esso procede secondo percorsi sinusoidali, in maniera simile a una grossa farfalla. La forma delle ali consente però all'animale di compiere scatti improvvisi e ripetuti anche in rapida successione, liberandosi facilmente di eventuali inseguitori.
Le popolazioni europee dell'Asia centrale sono solite migrare durante i mesi freddi verso zone più calde, mentre le popolazioni tropicali tendono ad essere stanziali durante l'anno. Tuttavia, può succedere che esemplari isolati o intere popolazioni rimangano stanziali nelle aree settentrionali dell'areale, specialmente in caso di inverni miti o secchi: anche le popolazioni tropicali stanziali possono compiere migrazioni stagionali di piccola entità per sfuggire al monsone.

Durante le migrazioni, le upupe possono muoversi anche ad alta quota, ad esempio per oltrepassare una catena montuosa: esemplari di questa specie furono avvistati attorno ai 6400 m d'altezza durante la prima spedizione volta alla conquista del Monte Everest. Generalmente, però, questi uccelli tendono a rimanere al di sotto degli 800 m di quota, sebbene vi siano delle colonie nidificanti anche a 3000 m di quota, come sui monti dell'Altaj.
Le upupe generalmente sono uccelli molto silenziosi: durante il periodo riproduttivo, tuttavia, è molto frequente udire il caratteristico canto che suona come un hup-up-up trisillabico (sebbene possano essere emesse anche due o quattro sillabe) e che dà alla specie sia il nome comune che quello scientifico. Il canto dell'upupa, in alcune zone dell'areale occupato da questa specie, può essere confuso con quello molto simile del cuculo dell'Himalaya, che però possiede canto tetrasillabico.

L'upupa può emettere anche suoni gracchianti (molto simili al verso della ghiandaia) quando allarmata o disturbata, oppure suoni sibilanti per minacciare gli intrusi: anche i nidiacei fin dalle prime ore di vita emettono suoni sibilanti allo scopo di spaventare gli intrusi che si affaccino al nido, mentre per la richiesta del cibo essi emettono un verso che ricorda il garrito del rondone. Le femmine, durante il corteggiamento, rispondono positivamente alle offerte di cibo da parte del maschio con un verso corto e sospirato.

### Alimentazione

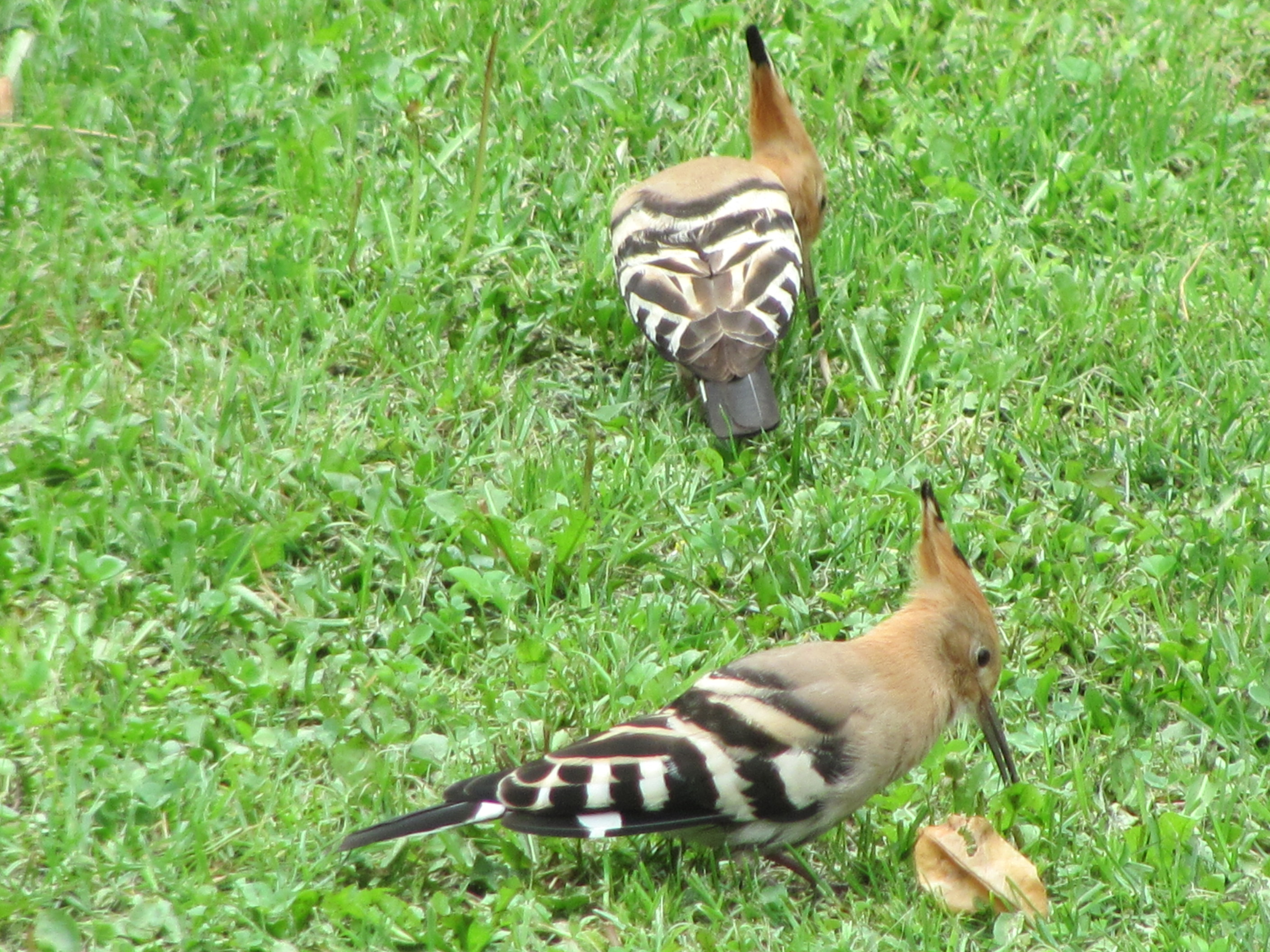
Due upupe cercano il cibo in Francia.

L'alimentazione dell'upupa si basa quasi esclusivamente sugli insetti: vengono preferiti grilli, grillotalpa, coleotteri, larve e bruchi di varie specie, oltre a formiche, cavallette e crisalidi. Più raramente, questi animali si cibano anche di altri invertebrati come lombrichi, molluschi e ragni. L'animale non disdegna di tanto in tanto di integrare la propria dieta anche con piccoli vertebrati (principalmente lucertole neonate e piccoli anfibi), uova e anche nidiacei di uccelli che nidificano al suolo, oppure con materiale di origine vegetale, come bacche e meno frequentemente anche granaglie.

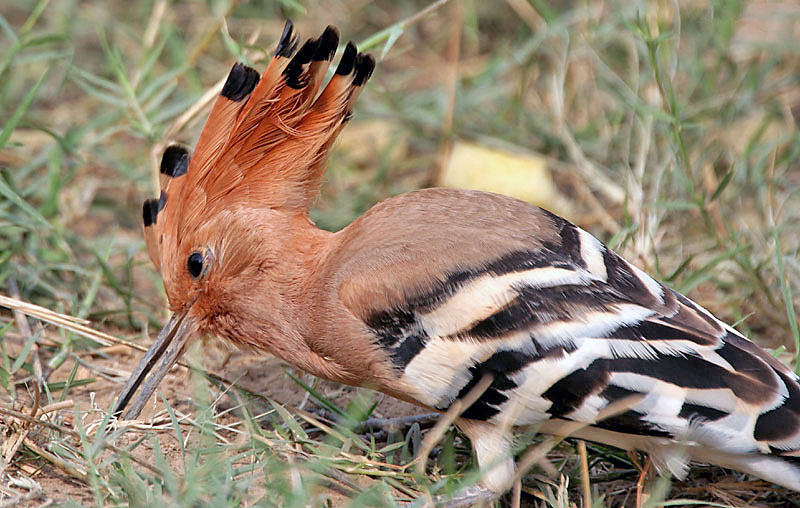
Upupa della sottospecie ceylonensis apre il becco inserito nel suolo per afferrare una preda.

L'upupa cerca il cibo al suolo ed in maniera solitaria, inserendo più volte anche fino alle narici
nel terreno (o fra rocce, pile di foglie morte, sterco) il lungo becco fin quando, grazie al tatto ben sviluppato, percepisce la presenza di una galleria sotterranea: a questo punto, l'animale comincia a seguire percorsi circolari, sondando continuamente il terreno per individuare l'inquilino della galleria. Una volta trovato, l'upupa apre il becco conficcato nel suolo grazie ai potenti muscoli mandibolari, in modo tale da poter catturare la preda sottoterra: qualora non riesca ad afferrarla immediatamente, l'animale non ha problemi a scavare nel terreno raspando con le forti zampe, mettendo a nudo le gallerie o le tane in cui le prede si rifugiano per poi cibarsene.

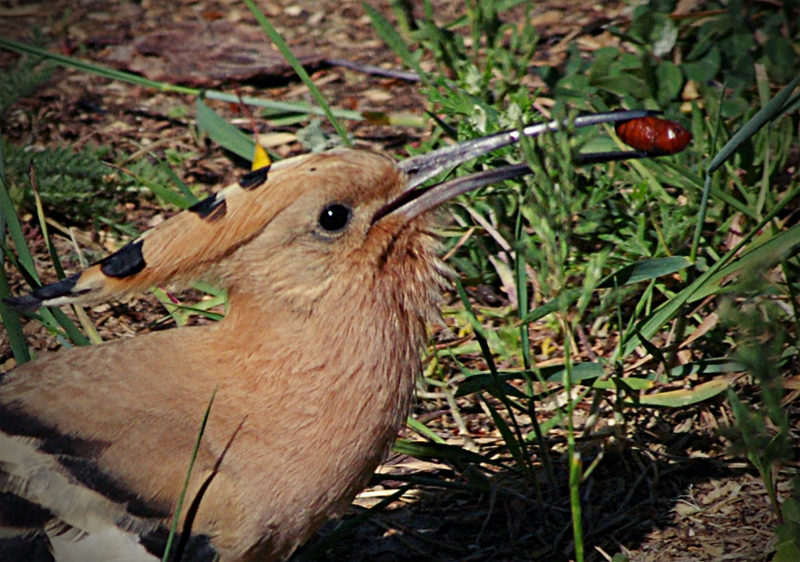
Un'upupa si appresta ad ingoiare una crisalide in Estonia.

Mentre scandaglia il terreno alla ricerca di gallerie, l'upupa può cercare il cibo anche servendosi della vista sulla superficie, nutrendosi dei piccoli animali messi in fuga durante le sue attività. Può succedere, anche se piuttosto raramente, che questi uccelli si nutrano al volo, sfruttando la rapidità e l'imprevedibilità del volo per catturare gli insetti (api, calabroni o mosconi): generalmente questo avviene qualora le prede siano presenti in ingenti quantità, come gli sciami di mosche nei pressi dei mucchi di letame.
Generalmente, il range di taglia delle potenziali prede dell'upupa varia fra 1 e 15 cm, con preferenza per prede di piccola taglia, fra i 2 ed i 3 cm di lunghezza: spesso l'animale rimuove le parti chitinose difficili da digerire (come zampe e ali) dalla preda prima di ingoiarla, lanciandola in aria ed afferrandola col becco. Se la preda è particolarmente voluminosa, l'animale la sbatte ripetutamente al suolo o contro una roccia (generalmente ciascun esemplare ha un proprio sito preferito contro il quale compiere questa operazione), in modo tale da sopraffarla ed esporne le parti tenere.

### Riproduzione
L'upupa è un uccello monogamo per la durata della stagione riproduttiva: le coppie si sciolgono al di fuori di questo periodo e generalmente non si ricongiungono durante le successive stagioni degli amori, coi due sessi che cercano altri partner.

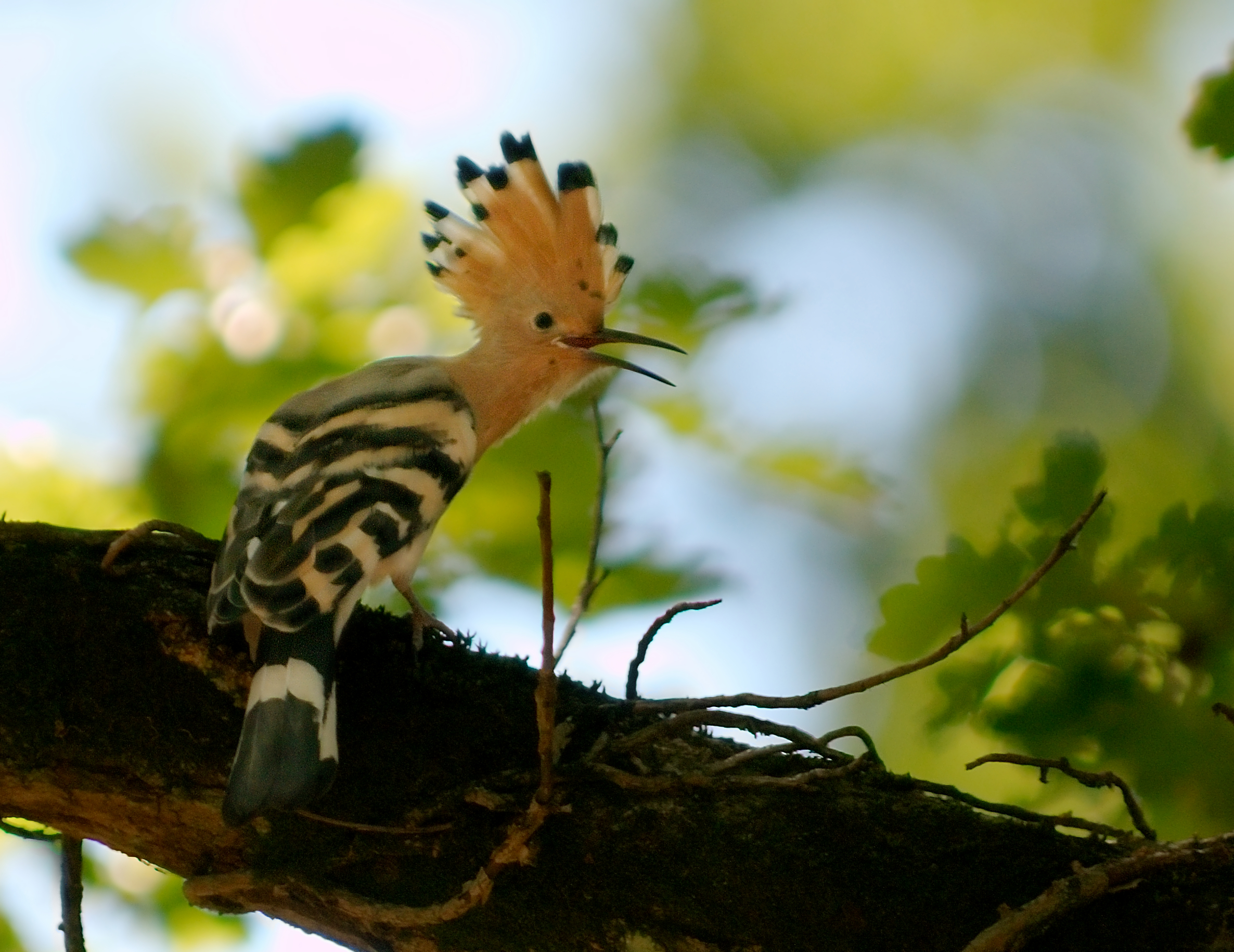
Un'upupa maschio emette il suo richiamo d'accoppiamento in Francia.

Durante il corteggiamento, il maschio non cessa di seguire la femmina ripetendo incessantemente il proprio verso, con la cresta cefalica ben eretta e le penne della gola leggermente arruffate: esso cerca di conquistare la femmina (che in caso di consenso al corteggiamento risponde ai richiami del maschio) con doni consistenti in cibo. L'accoppiamento avviene al suolo.
Durante il periodo riproduttivo le coppie di questi uccelli (i quali sebbene solitari generalmente tollerano la presenza di conspecifici durante l'anno) sviluppano una spiccata territorialità, col maschio che canta quasi incessantemente per tenere lontani eventuali intrusi dal territorio. Durante questo periodo non sono infrequenti episodi di inseguimenti e combattimenti anche cruenti (con alcuni esemplari che restano feriti o accecati) a colpi di becco fra conspecifici, generalmente fra animali dello stesso sesso.

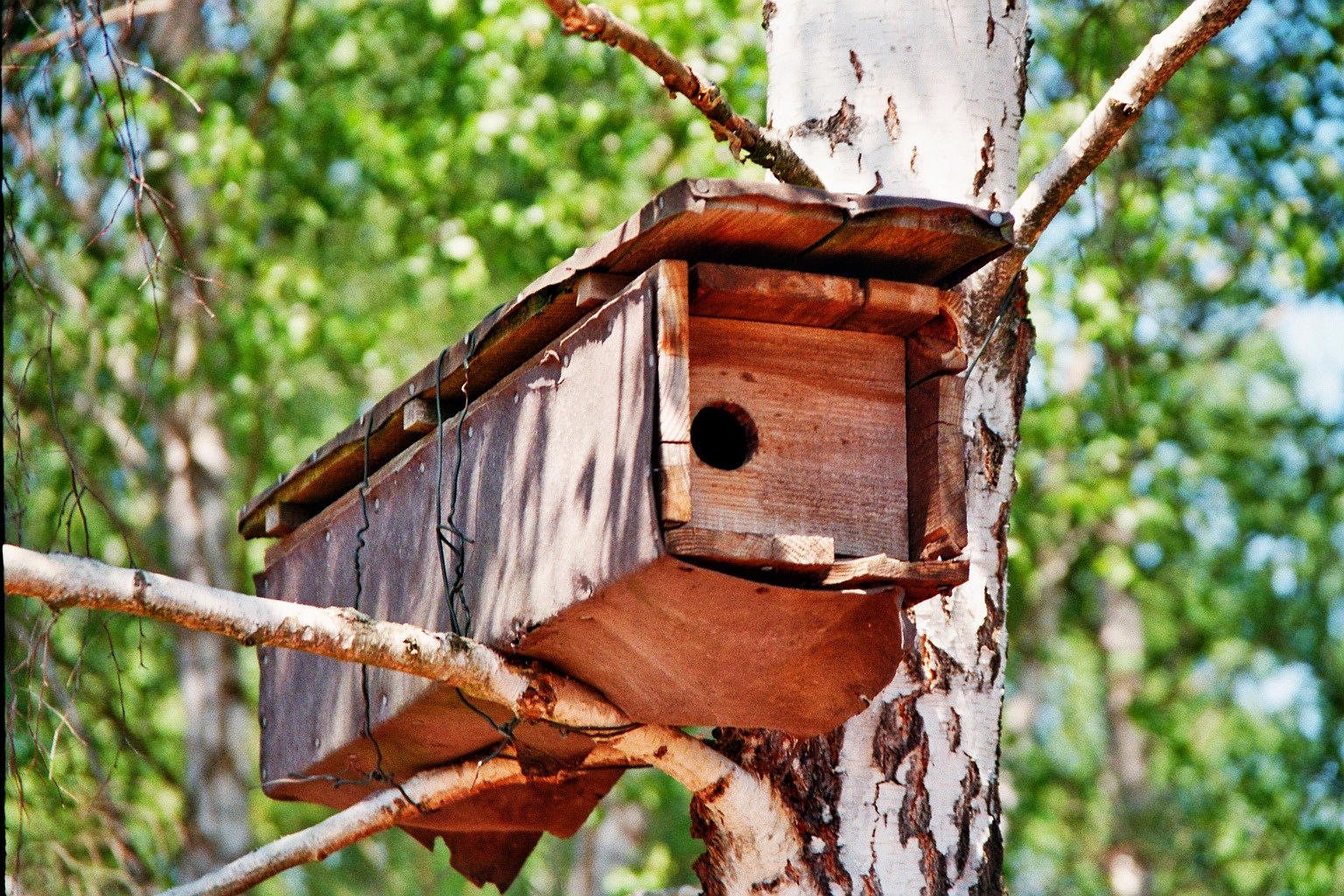
Una tipica cassetta-nido per upupe in Germania.

Il nido è rappresentato da una semplice cavità la cui ubicazione non costituisce un problema per questi animali, purché ad un'altezza inferiore ai 5 metri e con foro d'entrata sufficientemente ampio da farvi entrare la femmina e spazio interno sufficiente da permetterle di covare le uova: pertanto sono potenziali siti di nidificazione le cavità degli alberi (nello scegliere le quali l'upupa mostra una spiccata preferenza per i grossi alberi secolari, in particolare meli), tane e nidi abbandonati, cavità fra radici e rocce, interstizi fra i mattoni, cassette-nido artificiali. Generalmente il nido non viene imbottito, ma alcuni esemplari possono foderarne rozzamente le pareti inferiori con ramoscelli e sterpaglie.

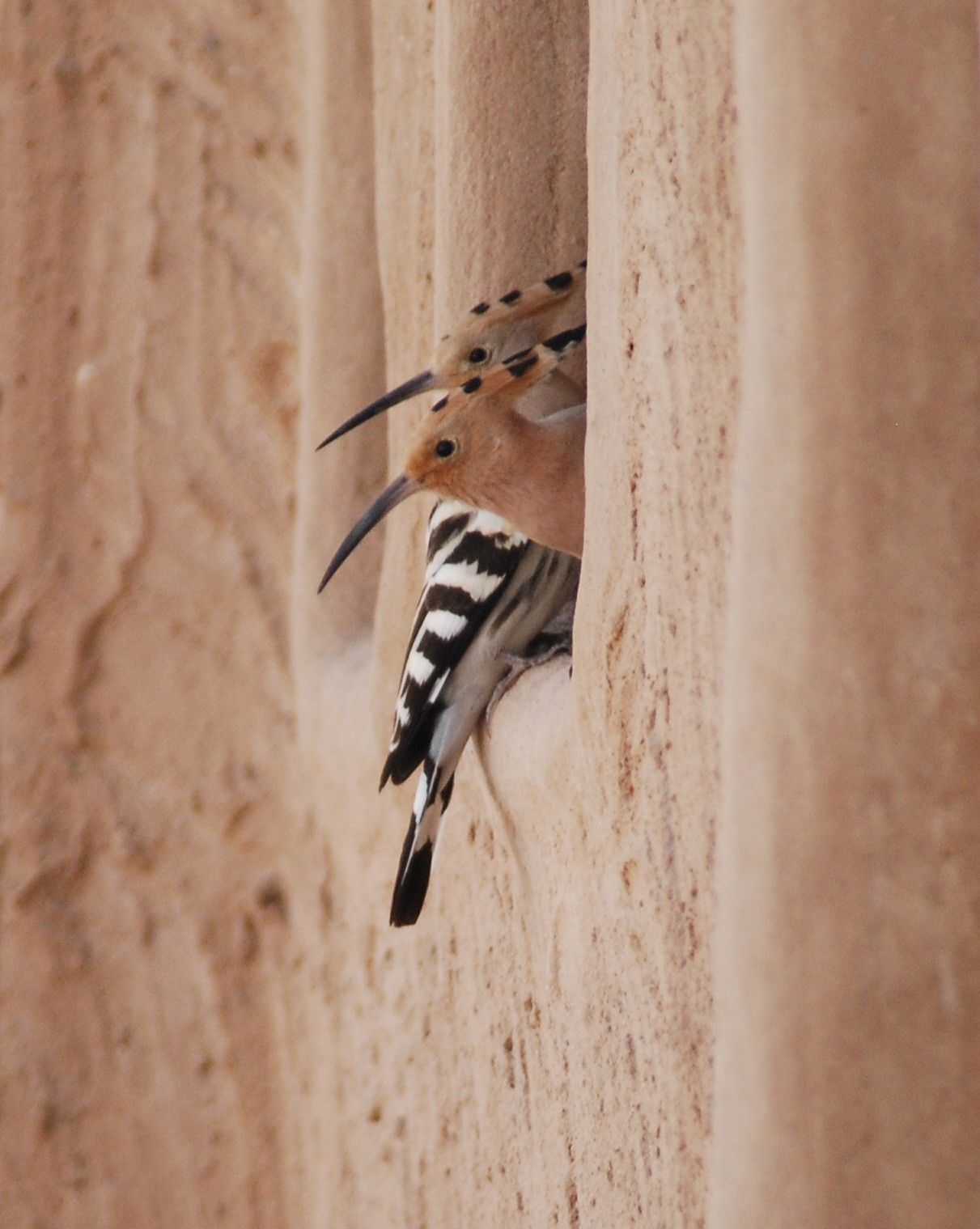
Una coppia di upupe fa capolino dal proprio nido fra le rocce in Israele.

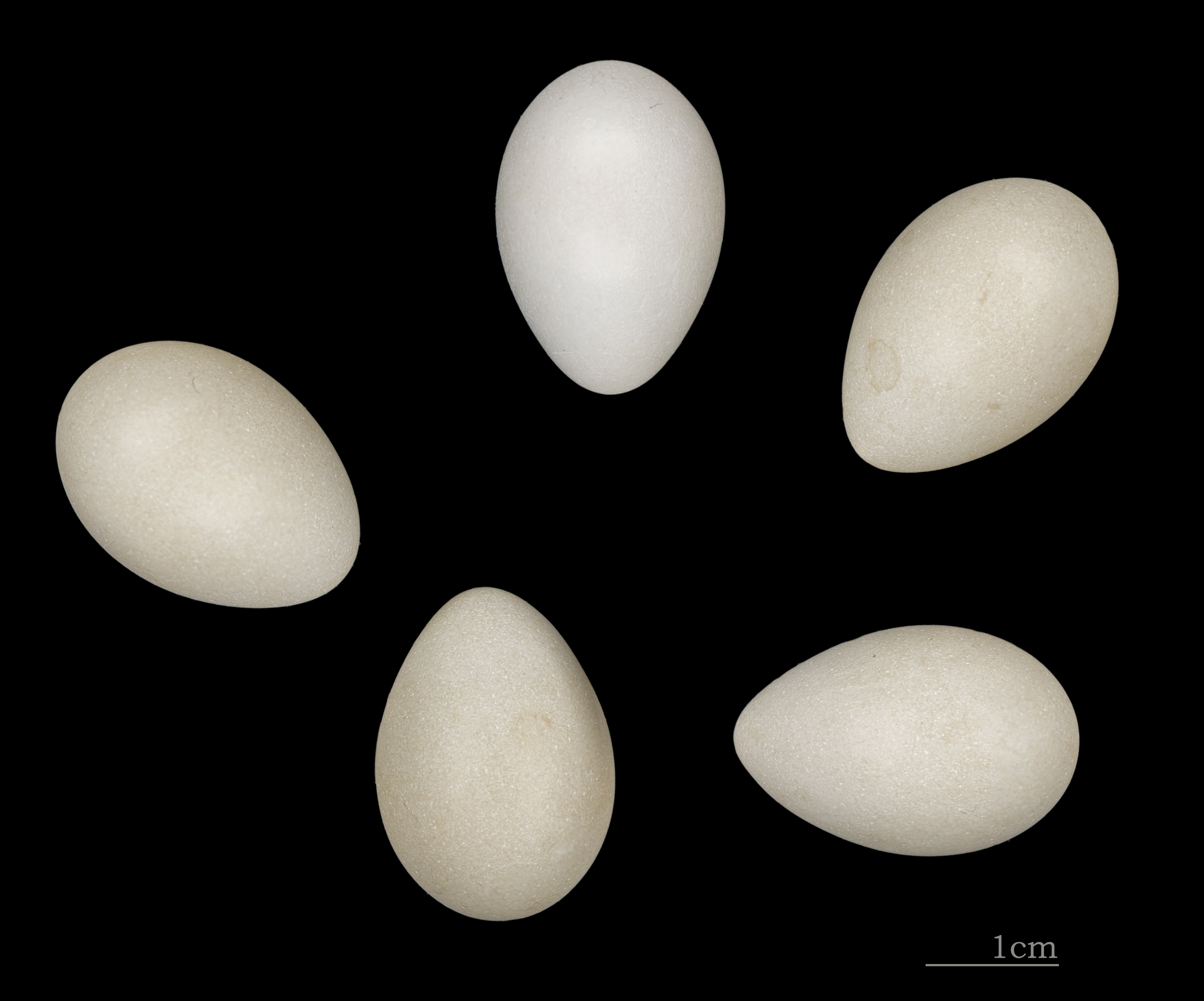
Upupa epops

All'interno del nido viene deposto generalmente durante le prime ore del mattino un numero di uova variabile a seconda della popolazione, con gli animali delle latitudini più elevate che depongono in media un numero maggiore di uova rispetto a quelli diffusi nelle zone equatoriali, numero che è ancora maggiore nelle popolazioni dell'emisfero boreale rispetto a quelle australi: in generale, nelle popolazioni eurasiatiche vengono deposte fino a 12 uova, mentre una covata media di upupe tropicali o subtropicali raramente supera le 4 uova. Le uova presentano forma arrotondata e colore bianco-verdastro, che si sbiadisce assai rapidamente durante l'incubazione, misurano in media 2,6 x 1,8 cm e pesano circa 4,5 g cadauna.

La cova delle uova, che dura fra i 15 ed i 18 giorni, è affidata completamente ed esclusivamente alla femmina, che viene nutrita dal maschio. Durante il periodo riproduttivo, la ghiandola dell'uropigio della femmina aumenta rapidamente le proprie dimensioni e comincia a secernere un liquido nerastro dall'odore nauseabondo, che ricorda la carne marcescente: l'animale spande periodicamente questo liquido oleoso sul proprio piumaggio, probabilmente allo scopo di tenere alla larga eventuali intrusi, sebbene non siano escluse delle sue proprietà antiparassitarie e battericide. La quantità di liquido secreta aumenta proporzionalmente all'eccitazione dell'animale, ma resta nell'ordine delle poche gocce: al di fuori del periodo riproduttivo, la ghiandola dell'uropigio riprende le sue funzioni ordinarie, secernendo un liquido oleoso inodore e giallastro che l'animale utilizza per toelettare le piume.
L'incubazione delle uova non è simultanea, ma ciascun uovo comincia il proprio sviluppo subito dopo la deposizione: per questo motivo, la schiusa è asincrona e l'ultimo nidiaceo può avere anche 16 giorni di differenza rispetto al primo schiuso. Alla nascita, i nidiacei sono ricoperti di piumino, mentre le penne cominciano a crescere fra il terzo ed il quinto giorno di vita: essi presentano ghiandola dell'uropigio ben sviluppata ed utilizzano il liquido secreto similmente alla madre, salvo poi perdere questa funzione attorno al mese di vita. A partire dal sesto giorno di vita, in caso di pericolo essi assumono una caratteristica posizione di difesa (allargando a ventaglio ali e cresta, appiattendosi al fondo del nido e puntando la coda contro il dorso sibilando) e possono spruzzare le proprie feci verso l'apertura del nido e fino a 60 cm di distanza.

Nonostante le credenze popolari che vogliano l'upupa un uccello estremamente sporco, che non si cura dell'igiene del nido durante la cova, la femmina cerca sempre di allontanare gli escrementi dei nidiacei: talvolta ciò può tuttavia non essere reso agevole o possibile dalle piccole dimensioni della cavità scelta come nido, oppure possono essere presenti accumuli fecali risalenti a precedenti occupazioni della stessa (in particolare da parte di columbiformi, che non sono soliti ripulire i propri nidi dalle deiezioni) ed erroneamente imputabili all'upupa da parte dell'osservatore.

La femmina si occupa di nutrire i piccoli col cibo portato dal maschio per 9-14 giorni, oltre che di tenerli caldi e protetti: passato questo periodo, si unisce al coniuge nel cercar loro il cibo. I piccoli si involano attorno alla quarta settimana di vita, ma tendono a rimanere coi genitori per un'ulteriore settimana (durante la quale continuano ad essere imbeccati) prima di allontanarsene.
Generalmente le upupe portano avanti un'unica covata l'anno, ma in casi eccezionali (come la perdita delle uova o dei nidiacei) ve ne può essere una seconda: nelle popolazioni tropicali e subtropicali la tendenza a portare avanti due covate pare più accentuata rispetto alle popolazioni delle aree temperate, e potrebbe rappresentare la norma.

## Distribuzione e habitat
Zone di nidificazione estiva
     Aree in cui è stanziale
     Aree di svernamento

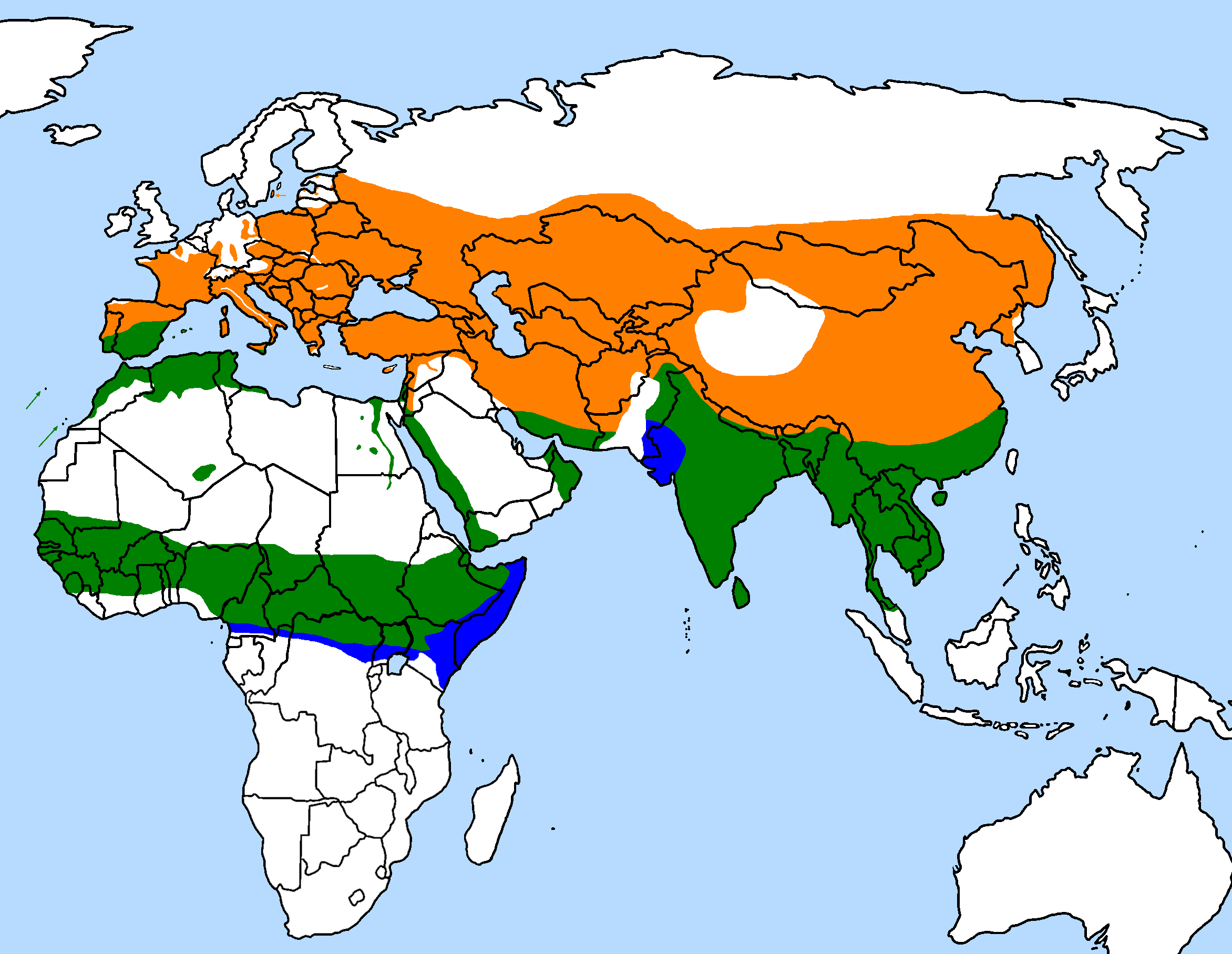
Areale:
Zone di nidificazione estiva
Aree in cui è stanziale
Aree di svernamento

L'upupa è diffusa in un areale assai vasto che comprende la maggior parte delle ecozone paleartica ed afrotropicale: essa è infatti diffusa in gran parte dell'Europa (fatta eccezione per le isole britanniche, i Paesi Bassi e la Scandinavia) e dell'Africa, ad est fino al Giappone ed al Sud-est asiatico. Esemplari erratici della sottospecie saturata sono stati osservati addirittura in Alaska, nei pressi del delta dello Yukon, così come capita che vengano segnalati esemplari di questa specie anche in Inghilterra meridionale e perfino a nord fino all'Islanda.
L'upupa predilige i luoghi secchi, con suolo sabbioso o terroso, presenza di vegetazione sparsa e superfici verticali (alberi morti, pali, muri, fienili, edifici abbandonati, cassette-nido o cavità fra le rocce) dove poter nidificare: queste caratteristiche sono riscontrabili in un gran numero di habitat e perciò questo uccello è osservabile in un gran numero di ecosistemi, dalle lande alla savana, dalla steppa agli spiazzi erbosi nelle foreste. La sottospecie malgascia risulta maggiormente legata alle aree ricoperte di vegetazione, in quanto la si trova spesso associata anche alla foresta primaria. L'upupa si adatta molto bene anche alla convivenza con l'uomo e perciò la si può trovare in una vasta gamma di paesaggi modificati a scopo agricolo, come oliveti, vigne, campi coltivati, pascoli, frutteti e zone verdi urbane; la specie ha per contro abbandonato le monocolture presenti nelle pianure più fertili.

In Italia, questo uccello si trova praticamente ovunque (ad eccezione dell'Arco Alpino e delle zone più elevate dell'Appennino), colonizzando le aree rurali e quelle suburbane non eccessivamente antropizzate. Si tratta di una specie che tende a migrare verso sud con l'abbassarsi delle temperature, per poi ritornare in primavera: può capitare tuttavia che qualche esemplare si fermi anche durante l'inverno.

## Tassonomia
L'upupa viene tradizionalmente classificata nell'ordine dei Coraciformi, nell'ambito del quale occupa una propria famiglia (gli Upupidae) che assieme alle upupe boscherecce della famiglia Phoeniculidae va a formare un clade ben distinto: sebbene la stretta parentela coi Phoeniculidae venga data per assodata in virtù di numerose analogie morfologiche (fra cui la peculiare forma delle staffe), tuttavia, attualmente questi animali vengono ritenuti più affini ai Bucerotiformi, mentre la classificazione fra i Coraciformi viene considerata desueta. Nella tassonomia degli uccelli di Sibley-Ahlquist, l'upupa e le specie affini vengono addirittura classificate in un proprio ordine, gli Upupiformes.
Quale che sia il criterio di classificazione adottato, l'upupa rappresenta l'unica specie vivente della propria famiglia, sebbene alcuni autori considerino alcune delle sottospecie di questo animale come specie a sé stanti. Un'altra specie, l'upupa gigante (Upupa antaios), vissuta sull'isola di Sant'Elena, si estinse durante il XVI secolo, probabilmente a causa della caccia e della competizione da parte delle specie introdotte dall'uomo.

L'upupa fa parte dei pochi animali il cui nome scientifico sia rimasto invariato sin dalla prima classificazione effettuata nel Systema Naturae:. Assieme ad essa venivano ascritte al genere altre tre specie, poi riclassificate poiché non legate all'upupa da altri caratteri che non fossero il lungo becco ricurvo:
- Upupa eremita, l'ibis eremita, attualmente ascritto al genere Geronticus;
- Upupa pyrrhocorax, il gracchio corallino, attualmente ascritto al genere Pyrrhocorax;
- Upupa paradisea, probabilmente una specie di uccello del Paradiso;

Il nome scientifico dell'upupa, come anche il nome comune, sono onomatopeici, in quanto derivano dal verso emesso da questo animale: Upupa è il nome in latino di questo animale, mentre épops è il suo nome in greco antico.

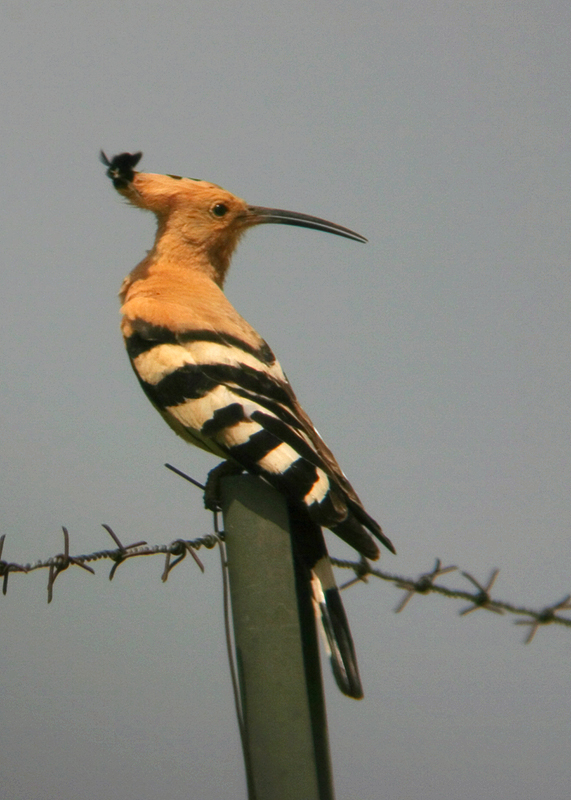
Upupa epops epops fotografata in Portogallo.

Grazie al vasto e vario areale occupato da questa specie, non deve stupire che sia avvenuta nel tempo una diversificazione di alcune popolazioni rispetto al ceppo originario. Attualmente, vengono generalmente riconosciute nove sottospecie di questo uccello, differenti fra loro soprattutto nella taglia e nella tonalità del colore:
- Upupa epops epops, la sottospecie nominale, diffusa in un territorio assai esteso che va da Madeira alla Cina nord-occidentale attraverso tutta l'Europa (ad eccezione delle isole britanniche, della Scandinavia e dei Paesi Bassi), il Nordafrica, il Medio Oriente, l'Asia Centrale e l'India nord-occidentale;
- Upupa epops africana, diffusa in Africa centrale e meridionale, dal colore rossiccio molto più carico rispetto alla sottospecie nominale;

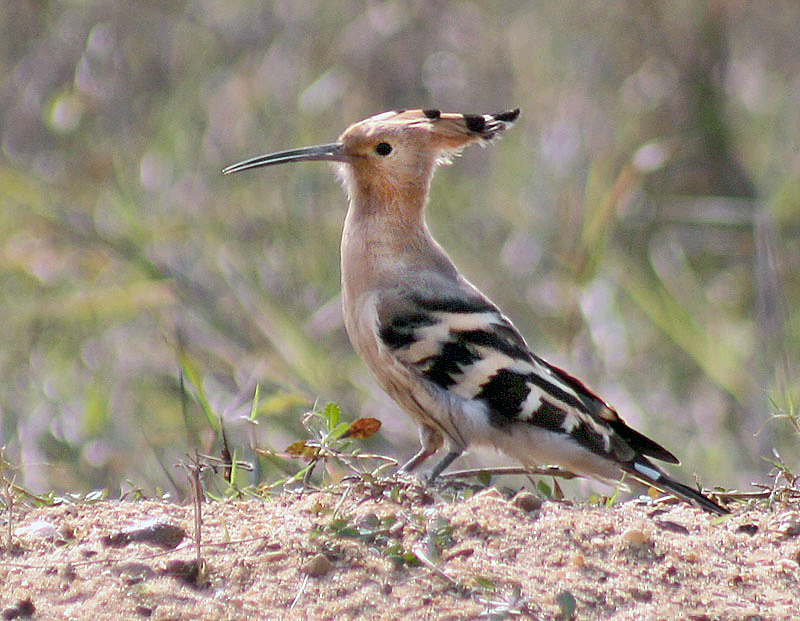
Upupa epops ceylonensis fotografata a Calcutta.

- Upupa epops ceylonensis, che a differenza di quanto il nome scientifico possa far pensare occupa un vasto areale che oltre all'isola di Ceylon comprende anche la maggior parte del Subcontinente indiano, contraddistinta da dimensioni minori, colorazione rossiccia più carica ed assenza del colore bianco sulla cresta cefalica rispetto alla sottospecie nominale, con la quale si trova a convivere nella zona settentrionale del proprio areale;
- Upupa epops longirostris, molto simile alla sottospecie ceylonensis, diffusa in tutto il Sud-est Asiatico fino alla porzione occidentale dell'isola di Sumatra e contraddistinta da dimensioni maggiori e piumaggio più pallido rispetto alla sottospecie nominale, con la quale convive nelle regioni nord-occidentali del proprio areale;
- Upupa epops major, diffusa in Africa nord-orientale, di dimensioni maggiori rispetto alla sottospecie nominale (con cui convive in Libia ed Egitto occidentale) e dotata di becco più lungo ma anche più robusto, di bande caudali più sottili e di colorazione nel complesso più sbiadita e tendente al grigio, con bande alari bianche ben evidenti;
- Upupa epops marginata, endemica del Madagascar, di dimensioni maggiori e dalla colorazione molto meno accesa rispetto alla sottospecie africana, rispetto alla quale presenta anche estensione assai minore del bianco sulle ali ed in particolare sulla coda;

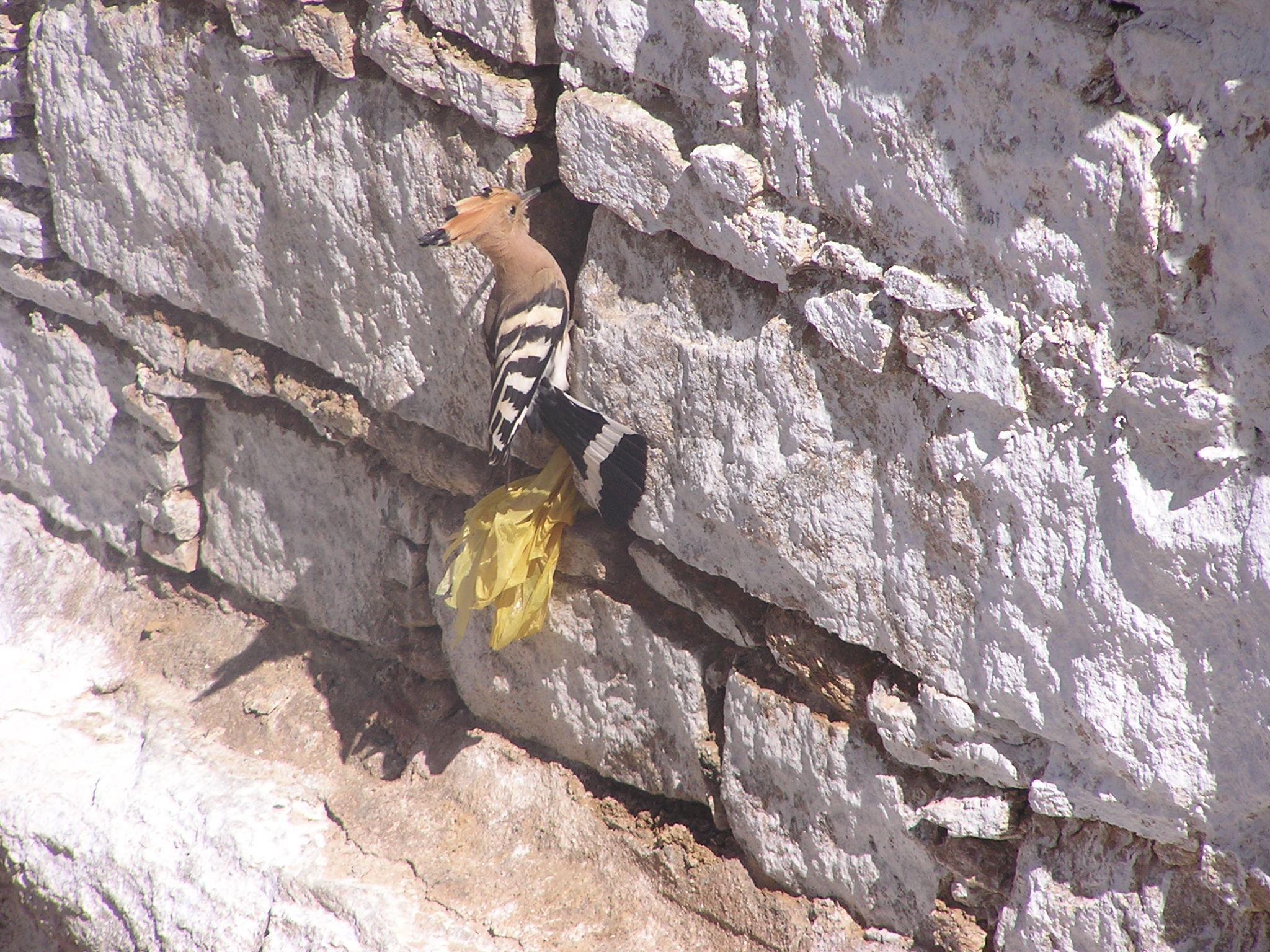
Upupa epops saturata nel monastero buddhista di Ganden, in Tibet.

- Upupa epops saturata, diffusa in Giappone, Siberia, Cina e Tibet, dal colore del piumaggio molto meno acceso rispetto alla sottospecie nominale, con la quale convive nella zona occidentale del proprio areale;
- Upupa epops senegalensis, diffusa nel Sahel dal Senegal al Corno d'Africa, di dimensioni minori e dalle ali di forma più tozza rispetto alla sottospecie nominale;
- Upupa epops waibeli, diffusa in Africa equatoriale dal Camerun al Kenya, molto simile alla sottospecie senegalensis rispetto alla quale presenta dimensioni maggiori, piumaggio più scuro e barre bianche più evidenti sulle ali;

Sono state inoltre proposte altre due sottospecie, Upupa epops minor (comprendente la popolazione sudafricana di Upupa epops africana) ed Upupa epops orientalis (comprendente la popolazione punjabi di Upupa epops epops.

Molti autori, infine, negli ultimi tempi hanno sostenuto l'elevazione di tre delle nove sottospecie comunemente accettate al rango di specie vere e proprie:
- Upupa epops africana a Upupa africana;
- Upupa epops marginata a Upupa marginata;
- Upupa epops senegalensis a Upupa senegalensis;

Le differenze fra queste tre popolazioni e la sottospecie nominale, tuttavia, spesso non vengono ritenute abbastanza profonde da giustificarne l'elevazione a specie a sé stanti: solo la sottospecie marginata, infatti, presenta differenze significative nel comportamento e nelle vocalizzazioni rispetto alla sottospecie nominale.

## Rapporti con l'uomo

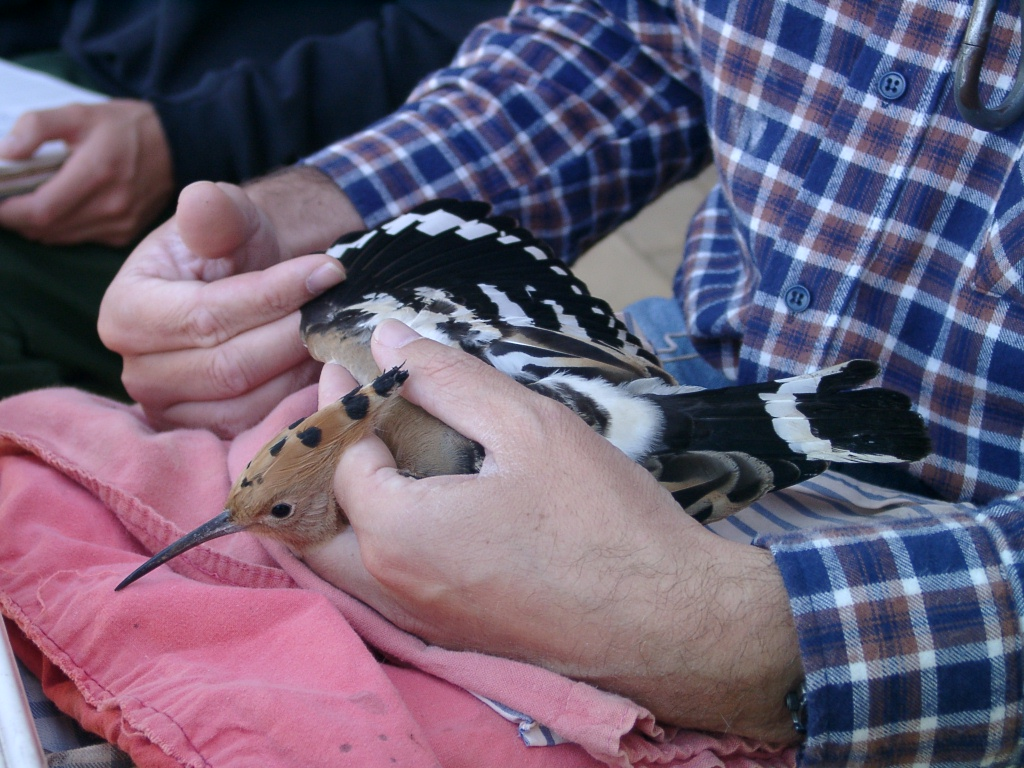
Un'upupa viene studiata e inanellata da un gruppo di volontari in Portogallo, prima di essere rimessa in libertà.

Da sempre piuttosto comune in tutto il suo areale, durante la seconda metà del XX secolo l'upupa ha cominciato a declinare in alcune zone, specialmente in Europa.

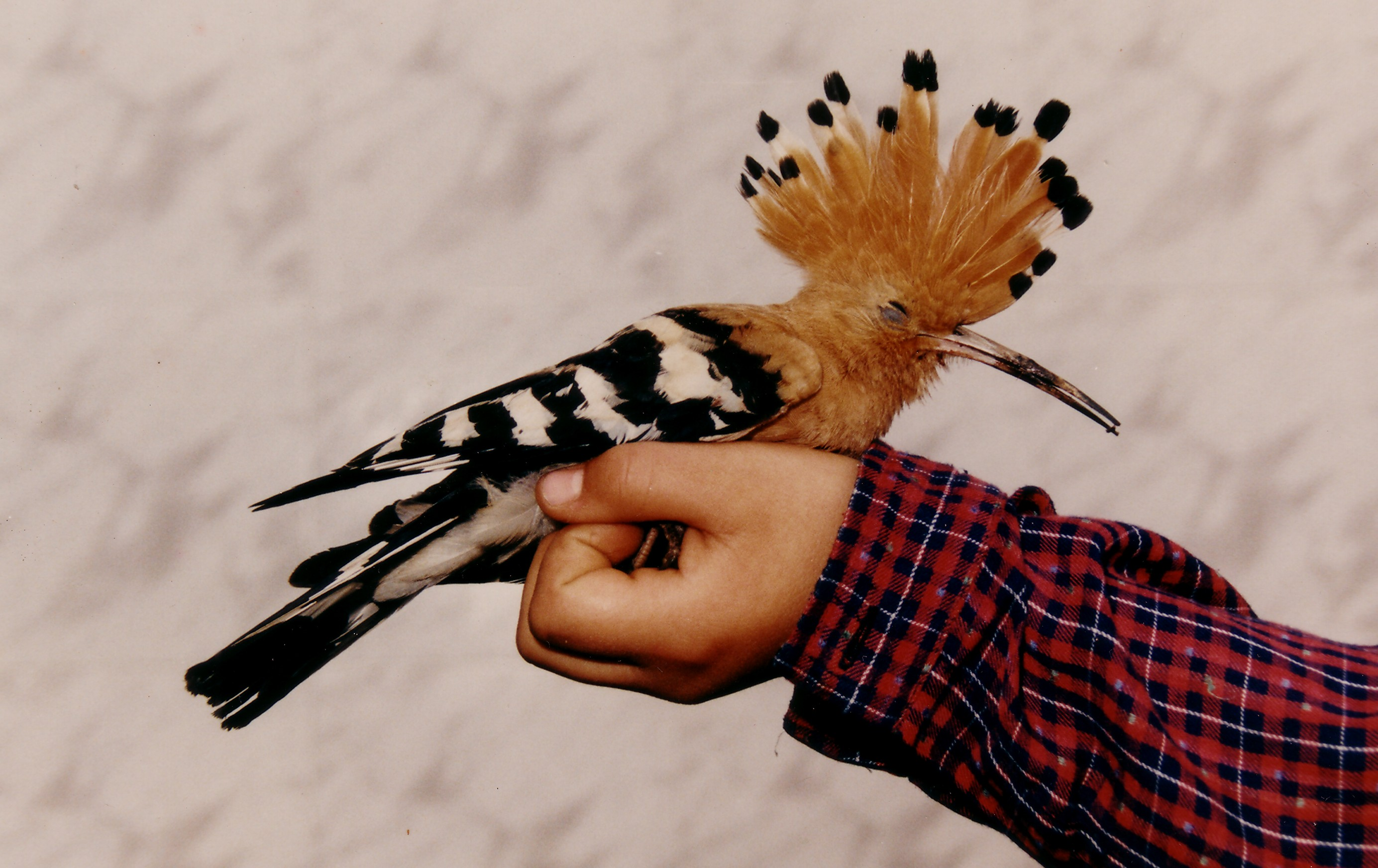
Upupa morta in Galizia: l'uso di pesticidi ha causato la drastica diminuzione di questi uccelli da alcune aree.

Ciò è stato attribuito a una combinazione di fattori, fra i quali la distruzione dell'habitat e l'uso indiscriminato di pesticidi in agricoltura, che hanno decimato le prede di questi uccelli. L'upupa è andata così via via scomparendo dalle isole britanniche, dalla Scandinavia e dal Benelux (dove è attualmente considerata estinta), mentre la sua presenza in Europa centrale è andata via via rarefacendosi, tanto che in alcuni Paesi (Svizzera, Austria, Repubblica Ceca e Germania) questo uccello appare sulla lista rossa delle specie in pericolo. La popolazione globale europea non è tuttavia considerata a rischio, contando un numero di coppie nidificanti stimato in circa un milione.

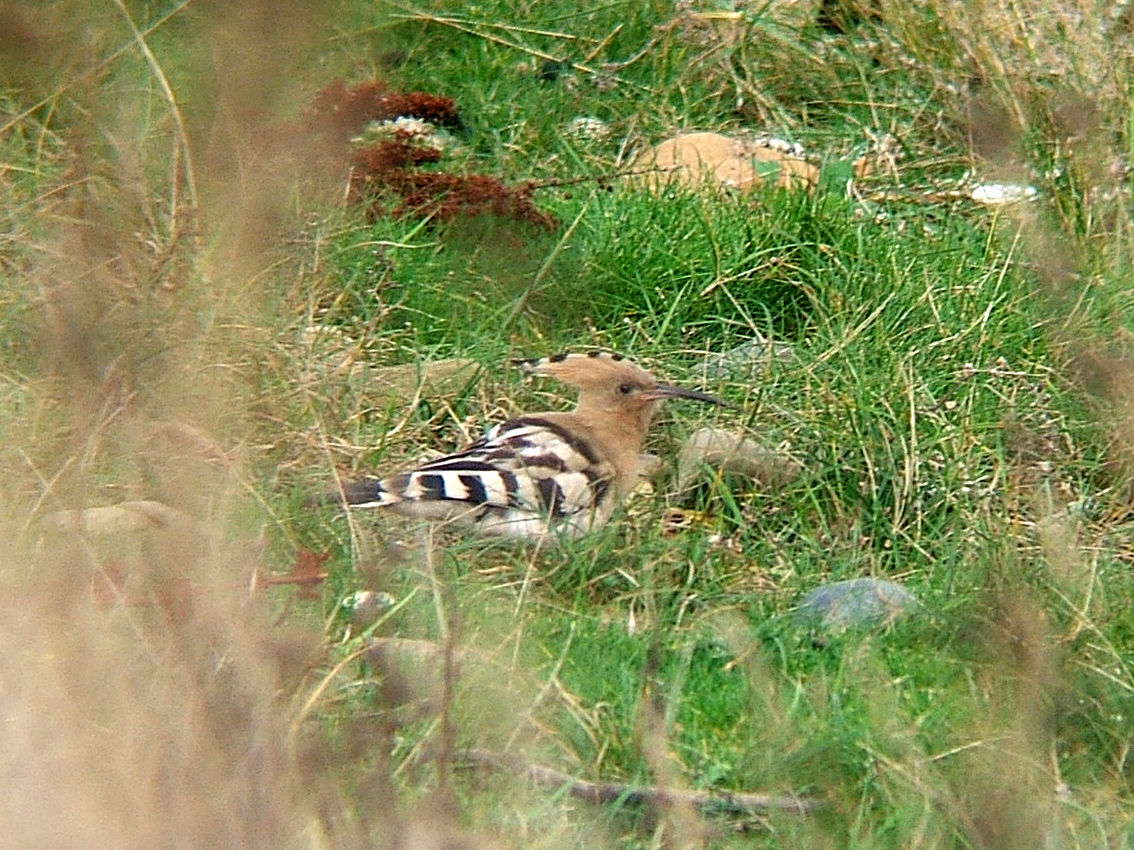
Upupa fotografata in Northumberland: scomparsa per un periodo dall'Inghilterra, la specie sta lentamente reinsediandovisi.

Nell'ultimo decennio, è stata notata una diminuzione della popolazione di questo uccello anche in Grecia orientale e Turchia, mentre la specie sta timidamente (soprattutto grazie alle migrazioni dei giovani individui, che a causa dell'inesperienza o di eventi climatici possono smarrirsi e spingersi oltre le rotte migratorie consuete) ritornando nel sud dell'Inghilterra e della Svezia. L'upupa beneficia specialmente delle aree militari dismesse per reinsediarsi nel vecchio areale.

La dieta di questi uccelli, comprendendo inoltre numerose specie considerate nocive per le attività agricole (ad esempio il grillotalpa o le crisalidi di processionaria del pino), ha fatto sì che molte organizzazioni si siano battute (spesso con successo) per ottenerne la protezione.

## L'upupa nella cultura

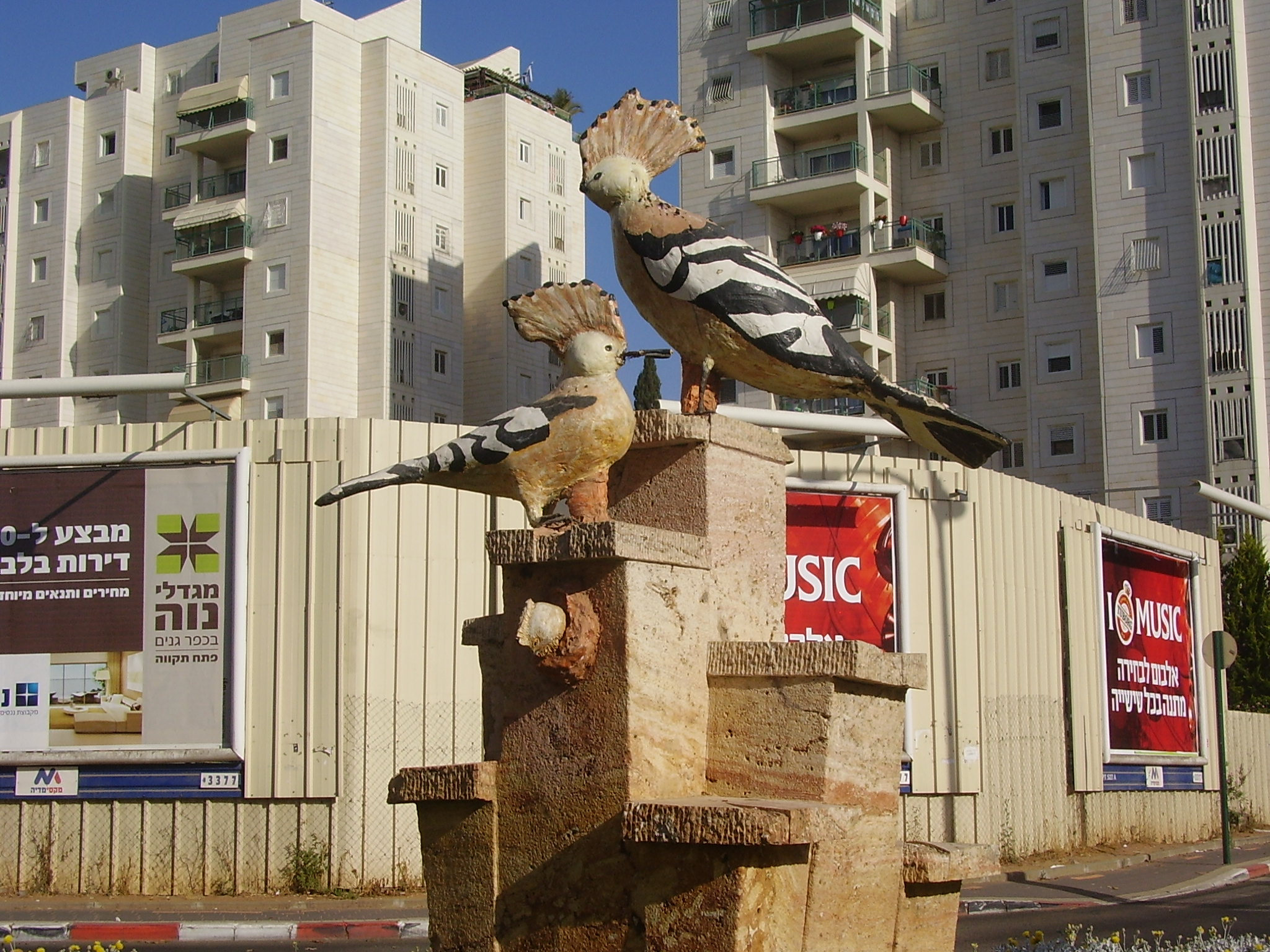
Hoopoe Square a Petah Tiqwa, in Israele, stato dove l'upupa è l'uccello nazionale.

Grazie al loro aspetto caratteristico, le upupe compaiono molto spesso nei racconti popolari e nelle storie di numerosissime civiltà presenti nel loro areale, non sempre con connotazione positiva.
Nell'antico Egitto, l'upupa veniva considerata un uccello sacro, era proibito ucciderla e spesso veniva raffigurata su tombe e templi: essa godeva di simile considerazione anche nella civiltà minoica.
Nella mitologia greca e latina l'upupa è invece ritenuta un essere spregevole: nelle Metamorfosi di Ovidio, ad esempio, il re di Tracia Tereo quando la moglie Procne (venuta a conoscenza dello stupro della sorella Filomela da parte del marito) gli serve delle pietanze cucinate con la carne del loro figlio Iti, tenta di ucciderla e viene tramutato in upupa (ἔποψ épops nel testo, tradotto da alcuni autori, specialmente anglofoni, anche come pavoncella), mentre Procne diviene una rondine e Filomela un usignolo. La scelta dell'upupa da parte degli dei avviene in quanto la cresta di questo uccello indica la regalità, mentre il becco lungo e appuntito richiama la natura violenta di re Tereo.

D'altro canto, però, l'upupa è anche il re degli uccelli nella commedia di Aristofane Gli uccelli.
In Europa centrale le upupe vengono considerate uccelli ladri al pari delle gazze, mentre in Scandinavia l'avvistamento di un'upupa era associato a una guerra imminente, a causa dell'associazione del verso di questi uccelli col grido di guerra Hip hip Nei Paesi baltici, l'upupa viene considerata in grado di stabilire un contatto fra il regno dei vivi e quello dei morti, ed udirne il canto è presagio di morte di uomini o animali. Anche in numerosi altri Paesi sentire il canto dell'upupa al tramonto è considerato un presagio di sventura.

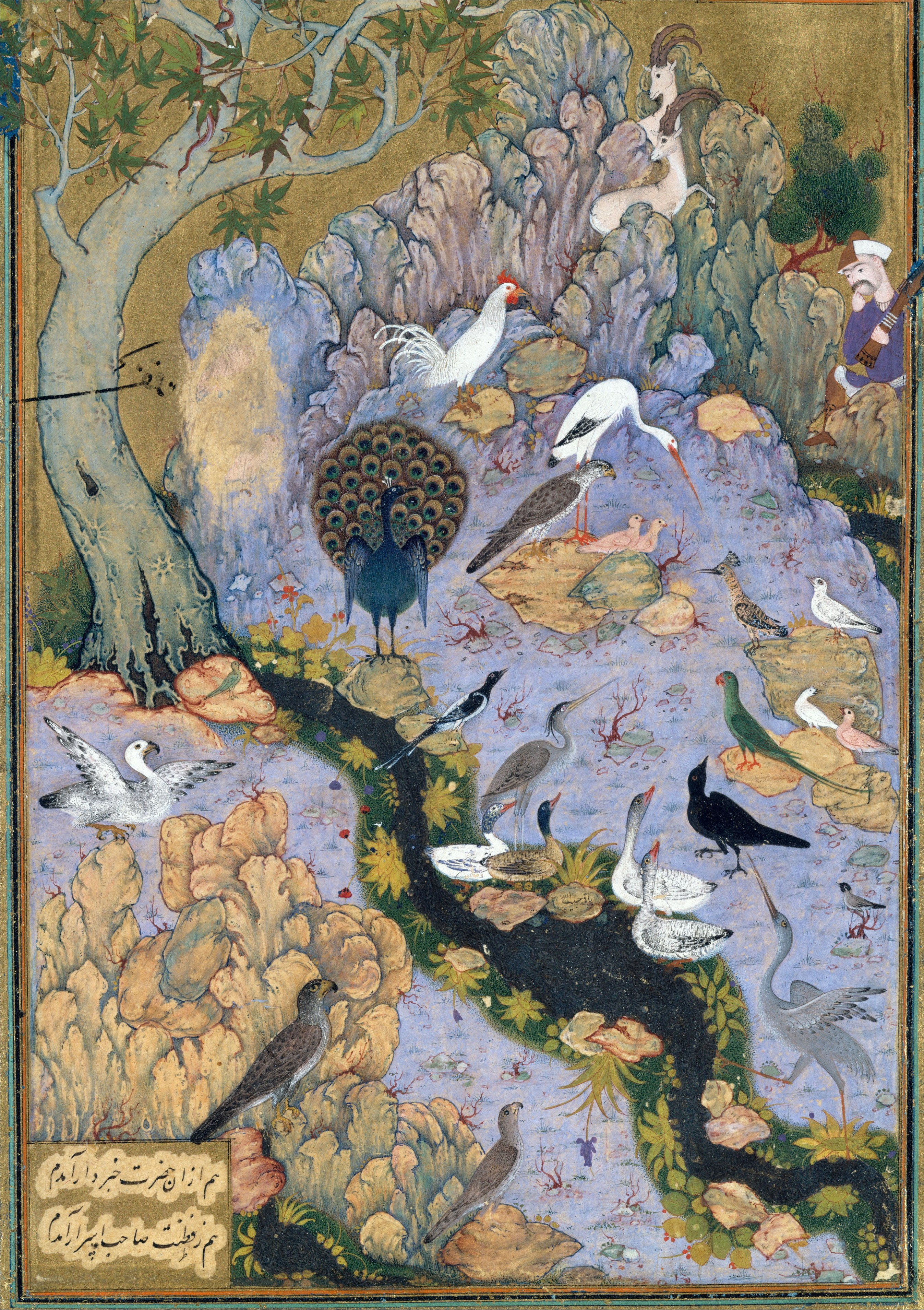
L'upupa istruisce gli altri uccelli sulla dottrina Sufi nel poema persiano nel poema Il Verbo degli uccelli.

Nella Bibbia, l'upupa viene elencata (probabilmente a causa del forte odore che femmine e nidiacei emanano durante la cova) fra gli animali che non andrebbero mangiati: essa compare nuovamente fra gli animali non kosher.

In seguito, nel simbolismo cristiano questo uccello è stato da alcuni visto come simbolo del peccato.. Filippo di Thaon, monaco e poeta normanno vissuto fra l'XI ed il XII secolo, nel suo Bestiario ne parla in questi termini:
(Filippo di Thaon, Bestiaire, cap. 31)

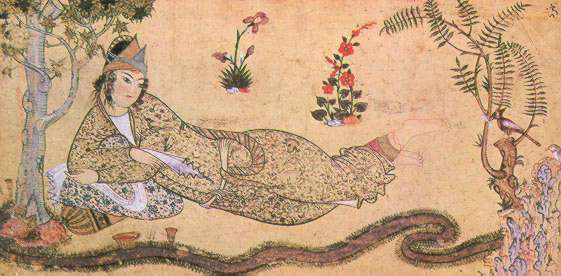
La regina di Saba riceve dall'upupa la lettera di Re Salomone in un dipinto orientale.

Nel Corano l'upupa è descritta come messaggero che porta a Salomone la notizia dell'esistenza della Regina di Saba e viene a questa rispedita dal re d'Israele per chiederle di convertirsi.
Nell'antica Persia, le upupe venivano viste come simboli di virtù: nel poema Il Verbo degli uccelli, ad esempio, il capo degli uccelli è proprio un'upupa.
Con l'errata attribuzione di uccello notturno l'upupa compare nei Sepolcri di Ugo Foscolo, mentre Eugenio Montale ne dà un'immagine solare: Upupa, ilare uccello, alìgero folletto.
Nel 1927 venne progettato un caccia per la marina militare britannica, denominato Hawker Hoopoe ("upupa" in inglese), che però non venne mai sviluppato.
L'upupa è l'uccello nazionale dello Stato d'Israele dal maggio 2008, dopo aver superato il bulbul arabo in un referendum di 155000 votanti il giorno del sessantesimo anniversario della nazione: esso è anche l'uccello simbolo dello Stato indiano del Punjab e della LIPU.

### L'upupa nell'arte

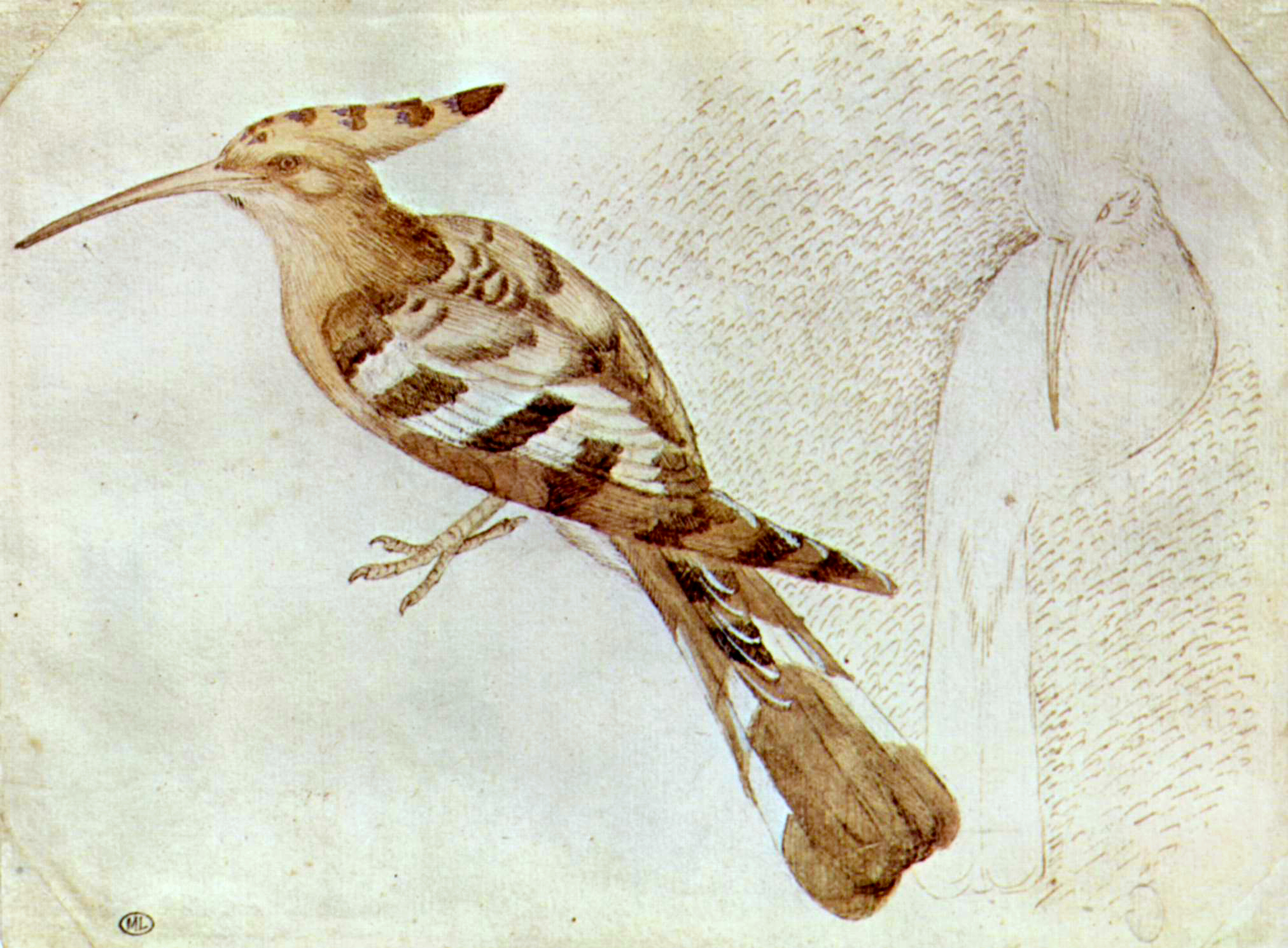
Upupe del Pisanello nel codice Vallardi.

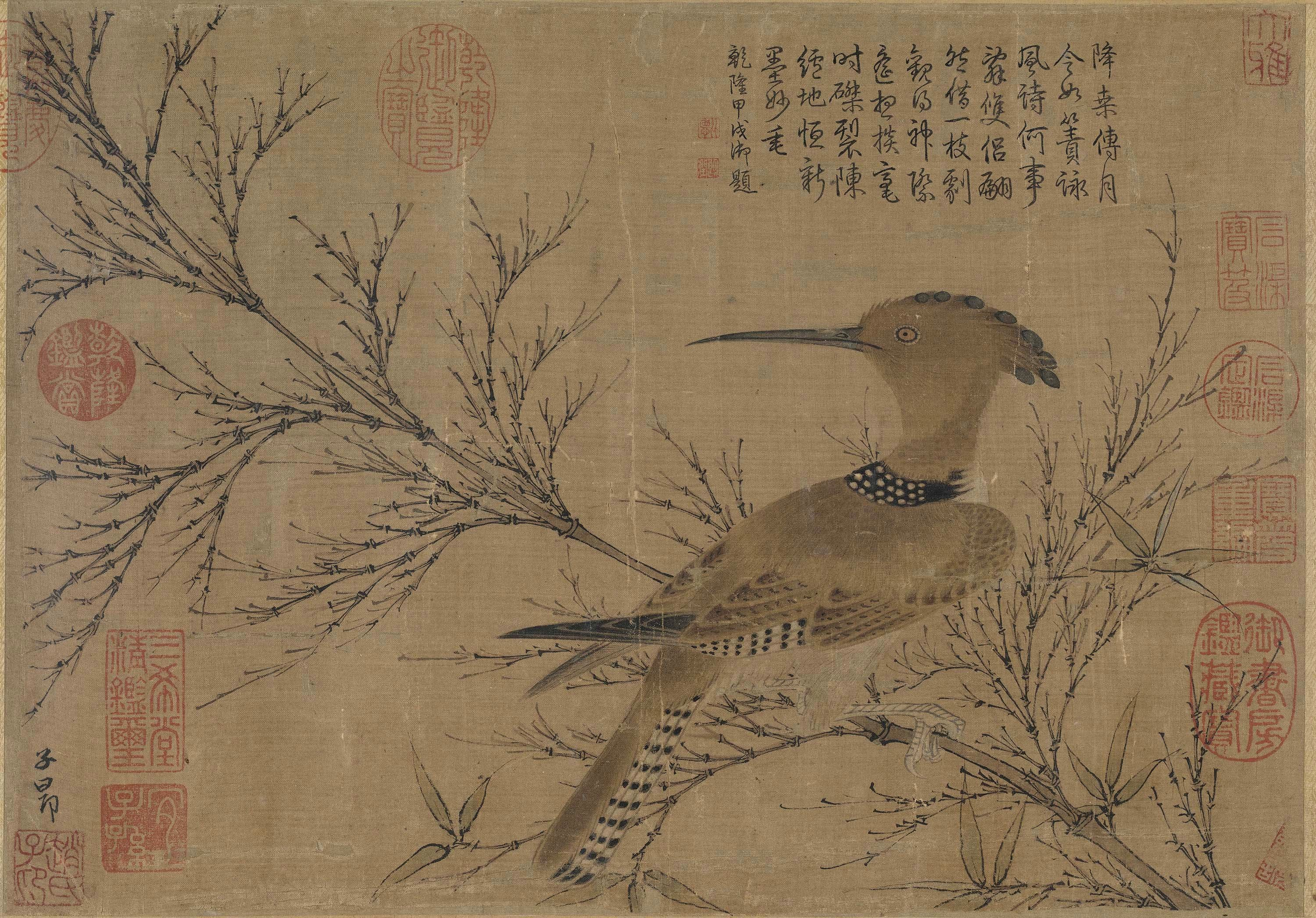
Upupa su bambù di Zhao Mengfu, conservato al museo di Shanghai.

Grazie ai colori appariscenti, l'upupa è stata un soggetto artistico abbastanza ricorrente nei dipinti, almeno fino al XVI secolo, quando l'arrivo di uccelli esotici multicolori ne ha decretata la progressiva sparizione dalle tele.
L'upupa è inoltre presente su vari francobolli.

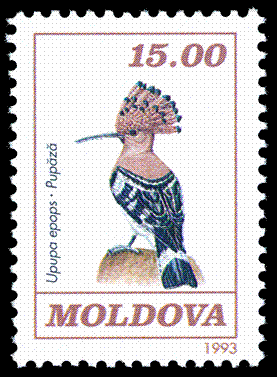
Upupa su un francobollo moldavo da 15 leu.
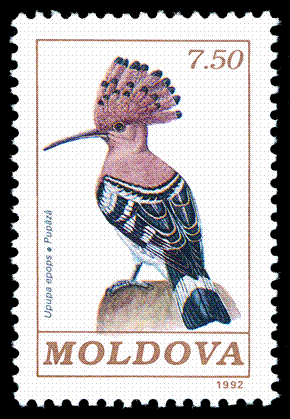
Upupa su francobollo moldavo da 7,5 leu.

## L'upupa in araldica

Lo stemma della città tedesca di Armstedt.

L'upupa è annoverata tra gli animali araldici, quelli cioè idonei a comparire in uno stemma. Il suo significato tuttavia non è ben chiaro ed essa compare su un numero limitato di stemmi, spesso con colorazione dorata e sguardo rivolto verso sinistra. Fra gli stemmi in cui viene raffigurato questo animale si ricordano:
- lo stemma della città tedesca di Brechten, dove le due upupe che si fronteggiano rappresentano la parte alta e la parte bassa del borgo;
- lo stemma della città di Armstedt, nello Schleswig-Holstein;
- lo stemma della città catalana di Bellmunt d'Urgell;
- lo stemma della città francese di Dirinon, in cui compaiono tre upupe bianche nel quarto superiore destro;
- lo stemma della città di Huppy, in Piccardia, dove compaiono a campo intero le stesse upupe bianche della città di Dirinon;
- lo stemma della città di Kuktiškės, in Lituania, dove compare un'upupa rossa intenta a spiccare il volo;

Un'upupa è raffigurata anche sul logo dell'università di Johannesburg, della quale rappresenta anche la mascotte in ambito sportivo.

## Galleria d'immagini

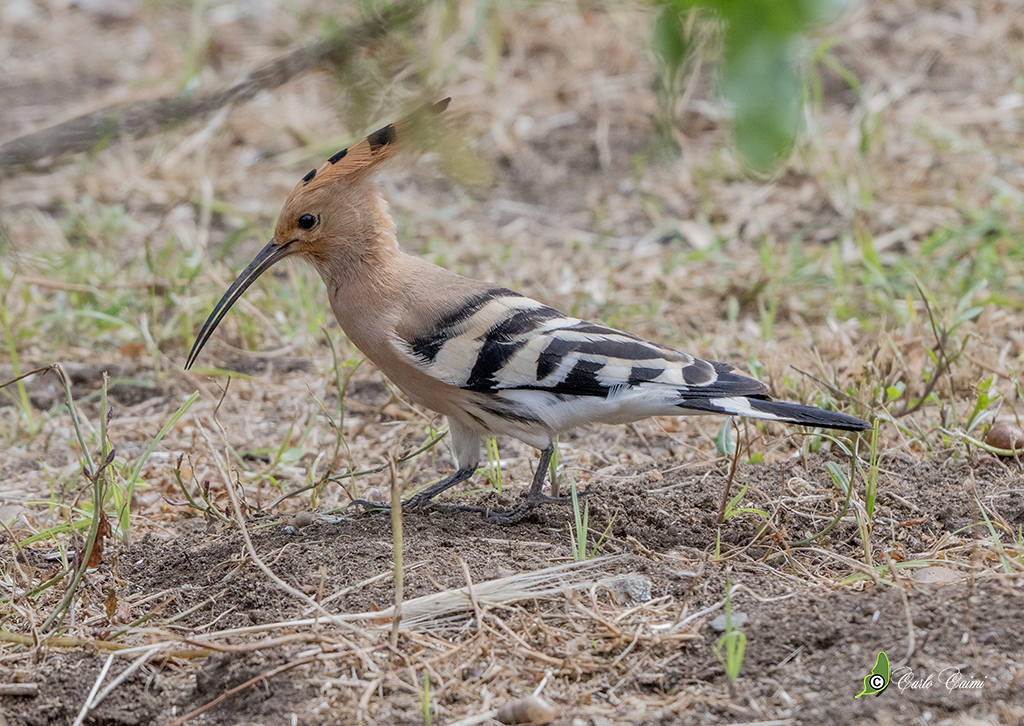
Upupa (Upupa epops)
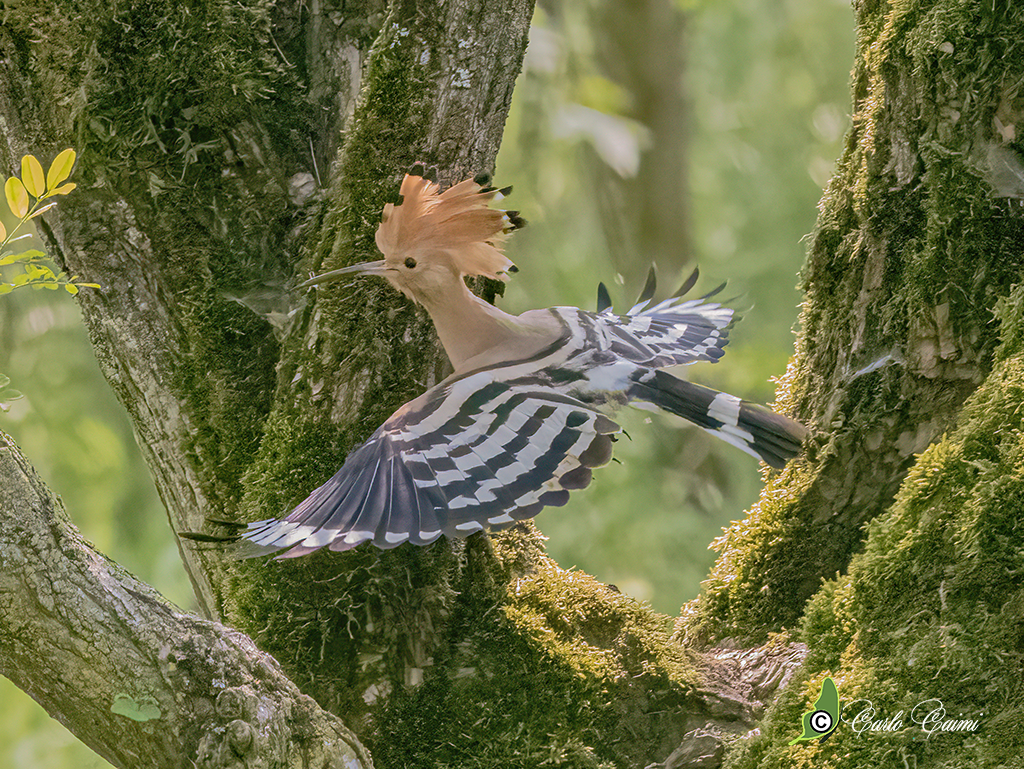
Upupa (Upupa epops)
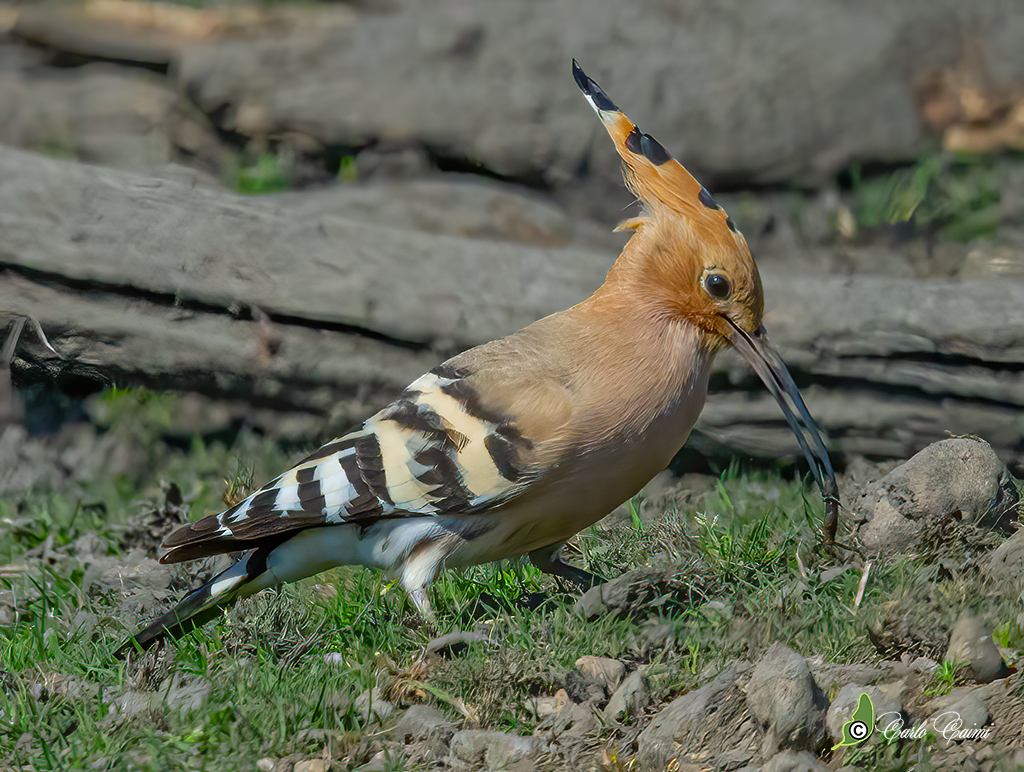
Upupa (Upupa epops)